# Oddělená skutečnost
Oddělená skutečnost je druhý román Carlose Castanedy vydaný v roce 1971, který volně navazuje na román Učení dona Juana.

## Obsah
Děj románu je stejně jako v předchozím díle založen na autorových zápiscích datovaných v období mezi 2. dubnem 1968 a 18. říjnem 1970 během druhého kola učení, které se odehrávalo v Mexiku. Carlos Castaneda přiznává, že když se koncem roku 1965 s donem Juanem loučil, věřil, že to bylo navždy. Když však vychází jeho první román, Castaneda navštíví dona Juana, aby mu knihu věnoval a při tom se jejich vztah učitele a učně znovu obnovuje. Don Juan mu vysvětluje, že jeho rozhodnutí skončit učednický vztah bylo výsledkem pocitu vlastní důležitosti, která je největší brzdou v rozvoji čarodějnického uvažování a rozhodl se Castanedu dále učit za pomoci halucinogenních rostlin a hub, které mu měly pomoci oprostit se od běžného a svazujícího rámce přemýšlení, které je v západní společnosti vštěpováno dětem již od narození, a chápání vlastní existence a jejího smyslu. Stěžejním úkolem se stává naučit Castanedu vidět a přimět jej pochopit, jaký je rozdíl mezi viděním a díváním se. Kniha je kromě úvodu a doslovu rozdělena do dvou částí nazvaných „Přípravy na vidění“ a „Úkol vidět“.
Vidění představuje šamanskou techniku, při níž dotyčný dokáže mimosmyslově vnímat proud vesmírné energie, což je substance vytvářející svět. Různé věci, osoby, pocity apod. je tedy vidoucí schopen vnímat tímto zvláštním mimosmyslovým způsobem bez použití zraku. Osvojení této schopnosti však představuje velmi dlouhou, trpělivou a vyčerpávající přípravu a práci na sobě samém, což jsou aspekty, které spolu s nepříjemnými pocity po požití psychotropních látek, chvílemi Castanedu odrazují od dalšího učení.
Castaneda se od dona Juana dovídá, že dostal od dalšího mága neboli bruja dona Vincenta dar síly. Don Juan popisuje různé projevy vidění, tedy vnímání proudící energie a jako například uvádí, že lidé jsou v tomto stavu viděni jako jakási světelná vejce. Seznamuje se také s dalšími učni: Luciem, Benignem a Eligiem, s nimiž se vypravuje na sběr halucinogenních rostlin a účastní se šamanských sezení. Don Juan jednom prohlásí, že Meskalito je lepší pomocník než Ježíš Kristus a jeho druhové, kteří jej jinak považují za podivína, s ním souhlasí. Při jiné příležitosti don Juan rozvádí problematiku kontrolované pošetilosti, která se zakládá na tvrzení, že veškeré světské dění je jen hra a nic vlastně nemá žádný význam; tvrdí, že všechny věci jsou si rovny a z toho důvodu žádná z nich nemá význam. Castaneda s donem Juanem cestují po Mexiku a navštěvují různá místa, která jsou prostoupena starou energií. Potkávají Ducha vodní jámy, kterého don Juan vyvolává „lapačem duchů“, jednoduchého jednostrunného nástroje, který si pro tento účel zhotovil. Castaneda se potom učí nazírat do tekoucí vody a při jedné příležitosti dojde tak daleko, že ho don Juan musí přivést zpět do normálního vědomí. Na další výpravě je doprovází don Genaro Flores, zkušený čaroděj, který si osvojil i ty nejobtížnější šamanské techniky, jako je například vytvoření svého dvojníka. Vypráví Castanedovi, že si don Juan jako své zvíře-dvojníka zvolil vránu a zlí lidé si volí sovu, zatímco dobří orla. Během zastávky u vodopádu přechází vodu, obrovskou rychlostí zdolává kolmou skálu a než se rozloučí a zmizí, pokyne oběma druhům na pozdrav, V ten okamžik Castaneda poprvé uviděl kolem Genarovy postavy jakási chapadla, o nichž se následně od dona Juana dozvěděl, že jsou to vlastně energetická vlákna, která může zkušený čaroděj různými způsoby aktivně používat. Následně se Castaneda učí překonat strážce brány do druhého stavu vědomí, je však pokaždé zahnán zpět do reálného světa. Don Juan však nechce problém strážce nijak rozvádět. Učí ho místo toho naslouchat „zvukům světa“ a komunikovat s duchy, které je zapotřebí rozlišovat na spojence a nepřátele. Nakonec chystají lest na don Juanovu údajně odvěkou sokyni la Catalinu. Na závěr don Juan svému učni říká, že nezáleží na tom, zda se ještě vrátí či nikoliv, protože začal žít jako bojovník a také, že se na něm přesto vlastně vůbec nic nezměnilo.

## Vydání
Americká
- A Separate Reality: Further Conversations with Don Juan, Simon & Schuster, Inc., New York, USA 1971

Česká
- Učení dona Juana, překlad Miroslav Krůta, Volvox Globator, Praha 1996